# Ágrafa (Grecia)
Ágrafa (griego: Άγραφα) es un municipio de la República Helénica perteneciente a la unidad periférica de Euritania de la periferia de Grecia Central.
El municipio se formó en 2011 mediante la fusión de los antiguos municipios de Ágrafa, Aperantía, Aspropótamos, Fragkista y Víniani, que pasaron a ser unidades municipales. Aunque existe un pueblo llamado Ágrafa en la unidad municipal homónima, la capital del municipio es Kerasochori en la unidad municipal de Víniani. El municipio tiene un área de 920,3 km², de los cuales 288,57 pertenecen a la unidad municipal de Ágrafa.
En 2011 el municipio tenía 6976 habitantes, de los cuales 1142 vivían en la unidad municipal de Ágrafa.
Se sitúa en el extremo occidental de la periferia de Grecia Central. Su término municipal se ubica en el suroeste de la región montañosa de Ágrafa, de la cual toman su nombre el pueblo y el municipio, y comprende un conjunto de áreas rurales en torno al río Agrafiotis. El límite meridional del término municipal lo marca el embalse de Kremasta.